# Паласиос, Хавьер
Хавьер Паласиос Руман (исп. Javier Palacios Ruhmann; 1925, Винья-дель-Мар — 25 июня 2006, Винья-дель-Мар) — чилийский генерал, участник военного переворота 11 сентября 1973. Командовал штурмом президентского дворца Ла-Монеда. Первым передал оперативное сообщение о смерти Сальвадора Альенде. В 1974—1975 один из руководителей государственной Корпорации развития производства.

## Армейская служба
Окончил Военную академию, служил в системе военного образования. В 1968 году был помощником секретаря министра обороны. Командовал полком в Вальпараисо, был военным атташе Чили в ФРГ. В 1972 году назначен начальником армейской разведки.

## Штурм Ла-Монеды
В сентябре 1973 примкнул к военному заговору против левого правительства Сальвадора Альенде. 11 сентября 1973 года по приказу генерала Пиночета командовал атакой 2-го танкового полка и пехоты на президентский дворец Ла-Монеда. Лично участвовал в бою, получил лёгкое ранение. Атакующим удалось сломить упорное сопротивление охраны Альенде.
Обнаружив мёртвого Сальвадора Альенде, генерал Паласиос опознал его по часам марки Jaeger-LeCoultre. Вызвав офицера-радиста, передал краткий отчёт командованию:

Задание выполнено. Монеда взята. Президент мёртв.

Хавьер Паласиос, 11 сентября 1973

## После переворота
В марте 1974 генерал Паласиос был назначен вице-президентом Корпорации развития производства. Занимал этот пост до апреля 1975. В 1977 ушёл из армии и стал представителем Корпорации в США.
Скончался от сердечного приступа в возрасте 81 года.